# Quận Perry, Alabama

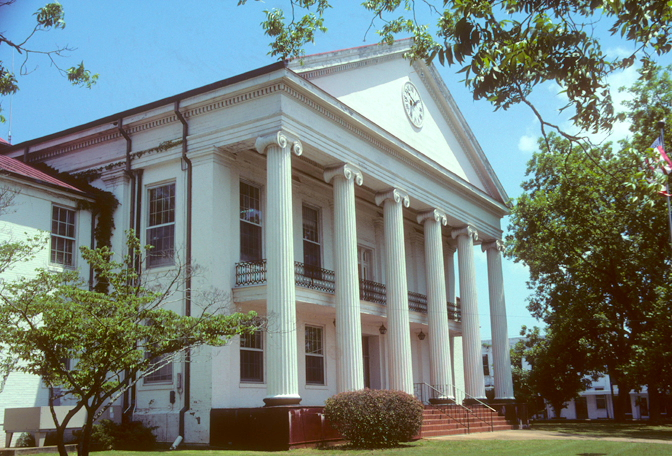
Quận Perry là một quận thuộc tiểu bang Alabama, Hoa Kỳ Perry County Courthouse (Built 1855-1856), Marion, Alabama

Quận Perry là một quận thuộc tiểu bang Alabama, Hoa Kỳ, với quận lỵ là Marion. Theo điều tra năm 2020, dân số ở đây là 8.511 người. Quận được thành lập năm 1819 và được đặt tên để vinh danh Thiếu tướng Oliver Hazard Perry của Hải quân Hoa Kỳ. Tính đến năm 2020, Quận Perry là quận duy nhất ở Alabama và là một trong 40 quận ở Hoa Kỳ không có quyền truy cập vào bất kỳ kết nối băng thông rộng có dây nào.